# Mesorhaga longiseta
Mesorhaga longiseta är en tvåvingeart som beskrevs av Yang och Saigusa 2001. Mesorhaga longiseta ingår i släktet Mesorhaga och familjen styltflugor.
Artens utbredningsområde är Yunnan (Kina). Inga underarter finns listade i Catalogue of Life.